# غريغوري تشارلز
غريغوري تشارلز هو مقدم تلفزيوني ومغني وعازف بيانو كندي، ولد في 12 فبراير 1968 في مونتريال في كندا.

## وصلات خارجية
- غريغوري تشارلز على موقع IMDb (الإنجليزية)
- غريغوري تشارلز على موقع ميوزك برينز (الإنجليزية)
- غريغوري تشارلز على موقع ديسكوغز (الإنجليزية)
- غريغوري تشارلز على موقع قاعدة بيانات الفيلم (الإنجليزية)